# Нубійські піраміди

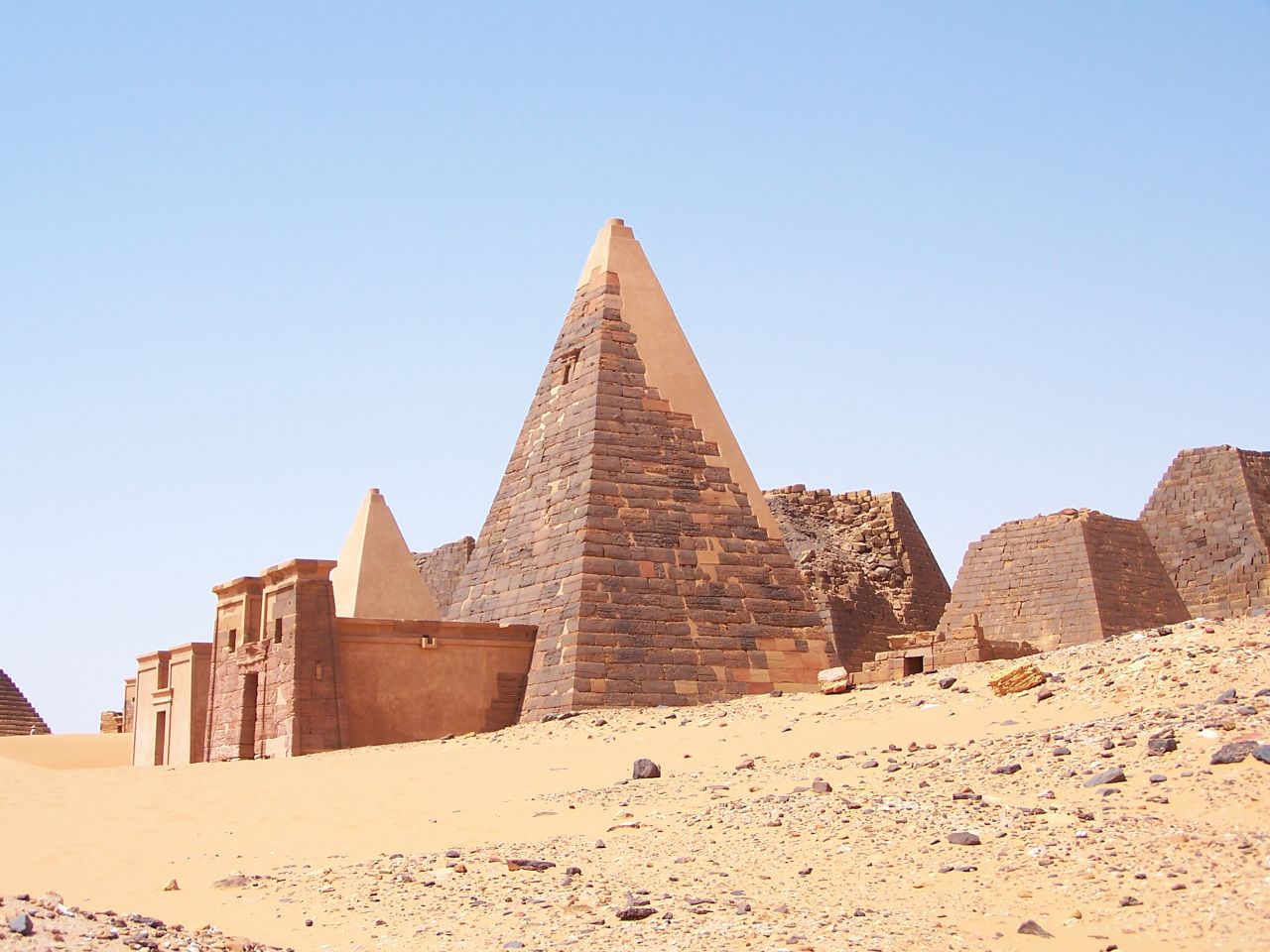
Піраміди в Мерое.

Нубийські піраміди — стародавні споруди пірамідальної форми, розташовані в Судані. Піраміди побудовані правителями Мероїтського царства через 800 років після того, як єгиптяни перестали будувати свої піраміди.

## Піраміди

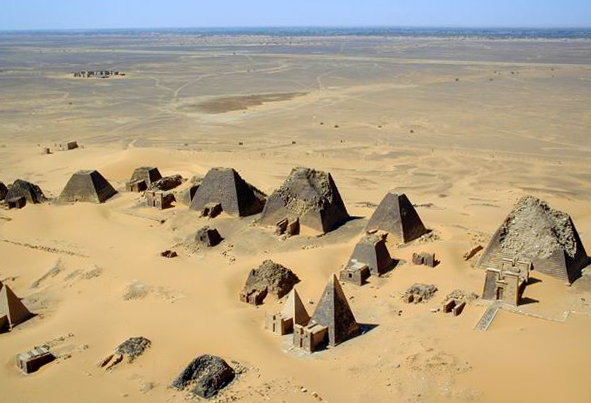
Комплекс пірамід у Мерое.

Нині відомо близько 255 пірамід, побудованих у трьох різних місцевостях Нубії. Ці піраміди були усипальницями для царів і цариць Напати і Мерое. Найперші з пірамід побудовано в Ель-Курру, вони служили гробницями для правителів Кашти, його сина Піанхі, а також їх наступників Шабаки, Шабатаки і Танутамона. Чотирнадцять пірамід побудовано для їхніх дружин, деякі з яких були уславленими царицями-воїнами. Пізніші піраміди Напати розташовані поблизу поселення Нурі, на західному березі Нілу у Верхній Нубії.
У цьому некрополі містяться поховання 21 правителя, 52 цариць і принцес, зокрема правителів Анламані і Аспелти. Тіла царів ховали у великих саркофагах. Маса саркофага Аспелти досягає 15,5 тонн, 4 з яких важить кришка. Найдавніша і найбільша піраміда Нурі належить фараону XXV династії Тахарці.
Найбільше скупчення пірамід розташоване в Мерое, між п'ятим і шостим порогами Нілу, приблизно за 100 км на північ від Хартума. Протягом мероїтського періоду понад сорок царів і цариць поховано в цих місцях. За пропорціями нубійські піраміди відрізняються від єгипетських: висота пірамід варіюється від 6 до 30 метрів, основа рідко перевищує 8 метрів, бічні грані ступінчасті або покриті білою штукатуркою, гостро йдуть вгору, з кутом нахилу приблизно 70°. По периметру, вздовж основи всієї піраміди є характерний виступ у вигляді сходинки. Також виступи є і на ребрах деяких пірамід. Вершини пірамід увінчані верхівкою у вигляді зрізаної піраміди, на вершині якої розташований циліндр. До основ більшості з них примикають храмові прибудови, в яких здійснювали підношення. Храмові прибудови були прикрашені барельєфами. Навколо пірамід була невисока огорожа. На відміну від нубійських, єгипетські піраміди мають менший кут нахилу бічної поверхні — від 40° до 50°, у них ширші і розгалуженіші храмові прибудови, відсутня сходинка по периметру основи піраміди, а вершину вінчав пірамідіон.
Всі піраміди розграбовано ще в давнину. У деяких молільнях збереглися настінні розписи, що розповідають про власників, мумії яких поховані в цій гробниці. Мумії з прикрасами вміщували в дерев'яні саркофаги. В часи відкриття пірамід археологами XIX—XX століть, у деяких пірамідах знайдено залишки луків, сагайдаки для стріл, кільця лучника, кінська збруя, дерев'яні короби, меблі, горщики, кольорове скло, металевий посуд і багато іншого, що свідчило про інтенсивну торгівлю між Мерое, Єгиптом і Грецією.
У 1830-і роки багатьом пірамідам завдав значної шкоди італійський лікар-дослідник, мисливець за скарбами Джузеппе Ферліні, який, не бажаючи відкопувати вхід глибоко в піску, підривав вершини пірамід, щоб пробратися всередину. Таким варварським способом він зруйнував близько 40 пірамід.

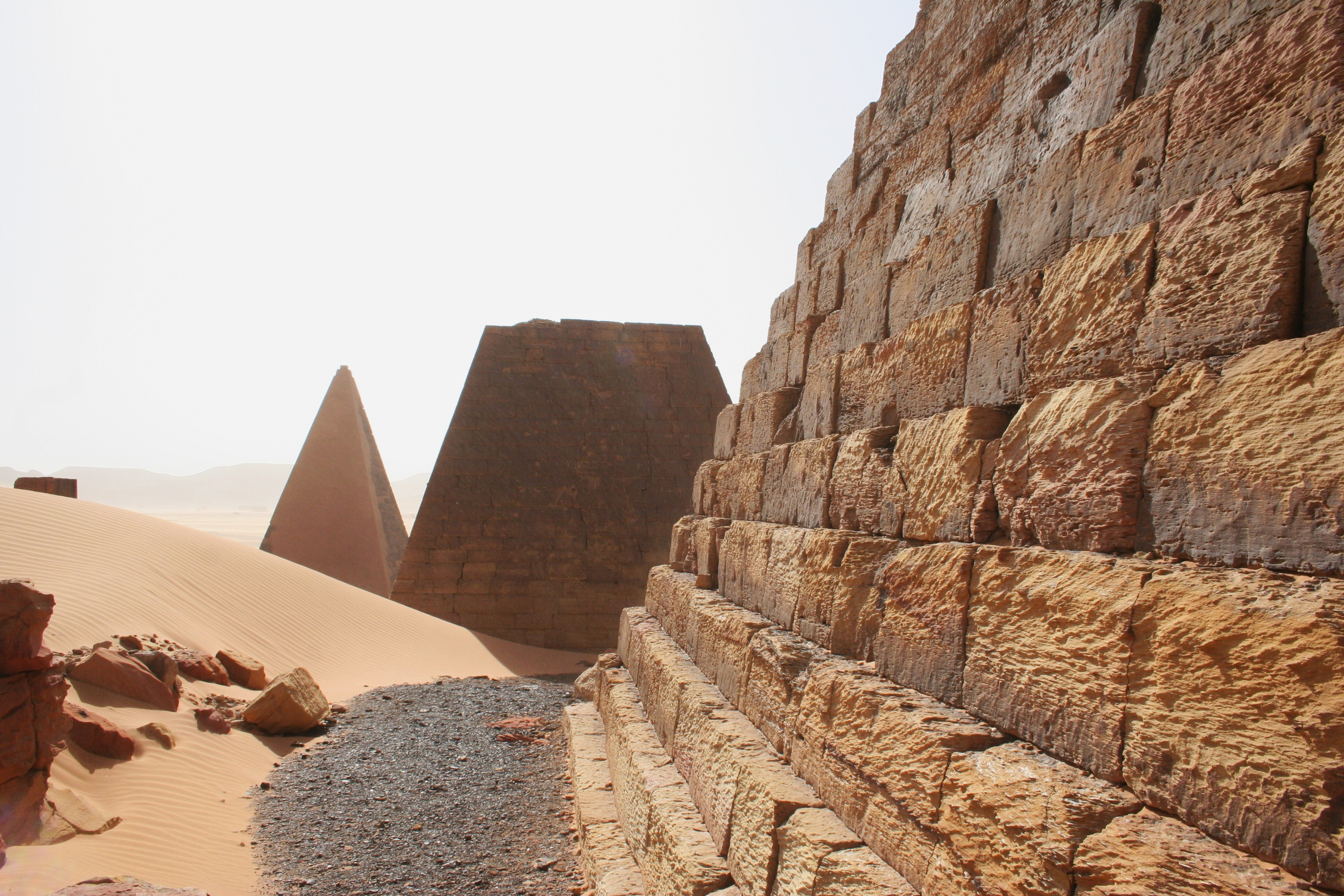
Поверхня бічної грані однієї з пірамід в Мерое.
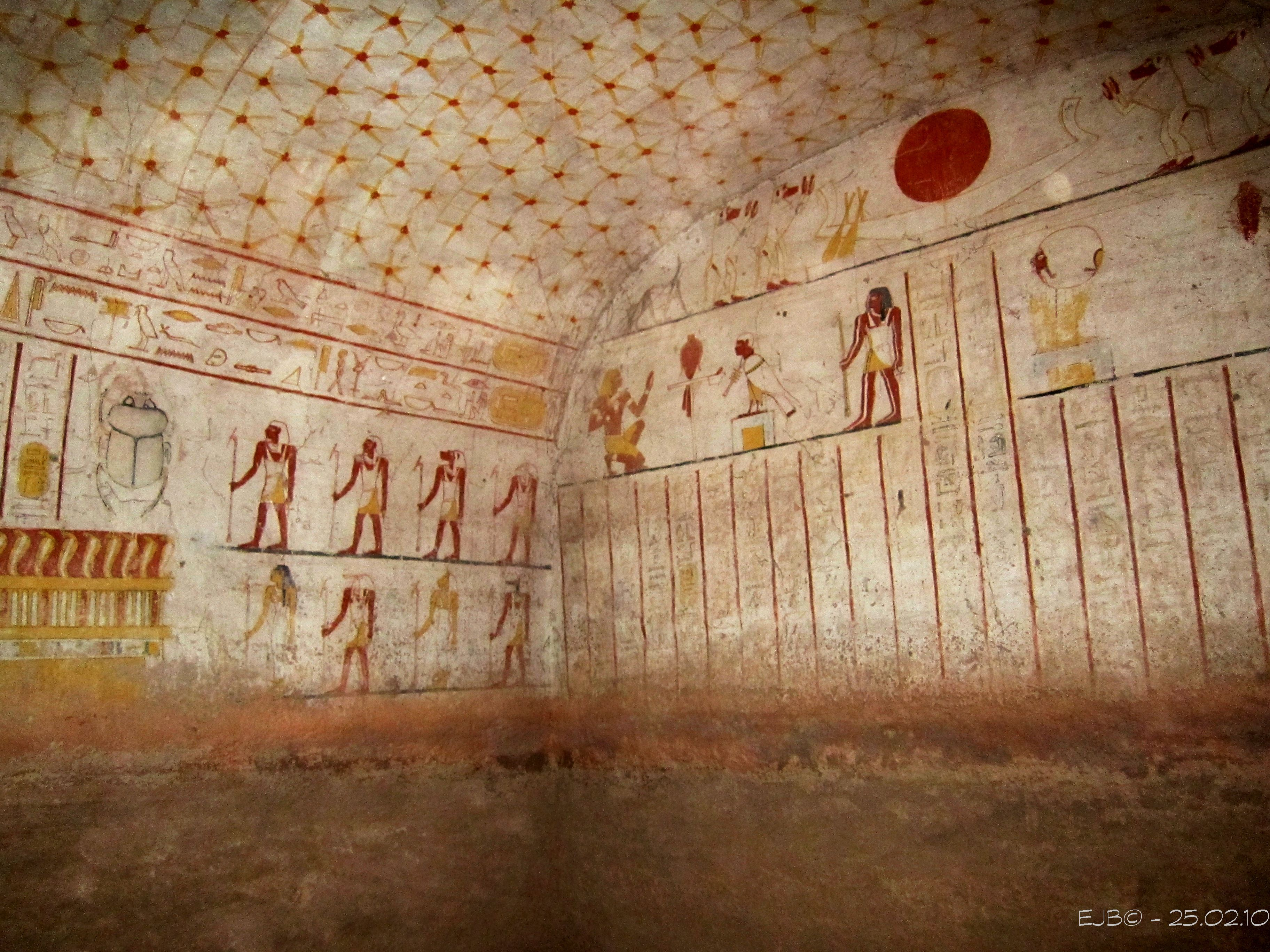
Настінний розпис у гробниці Танутамона.
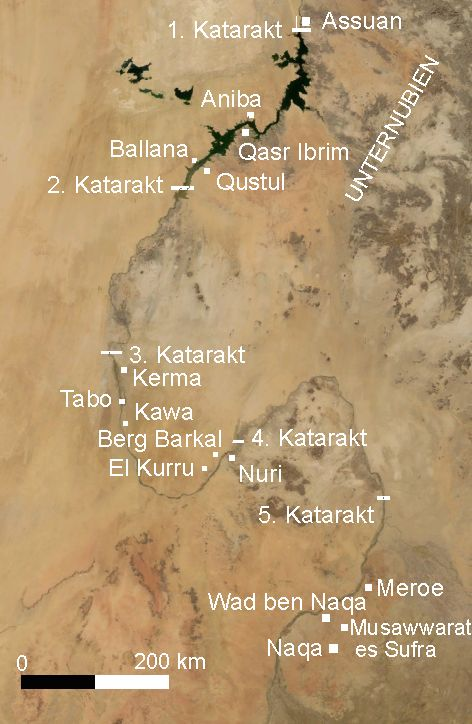
Розташування основних комплексів.

## Поховання
- Царський похоронний комплекс Ель-Курру (18°24′33.13″ пн. ш. 31°46′15.69″ сх. д. / 18.4092028° пн. ш. 31.7710250° сх. д.).
- Піраміди в Мерое (16°56′11.71″ пн. ш. 33°45′1.38″ сх. д. / 16.9365861° пн. ш. 33.7503833° сх. д.). Піраміди, датовані 720—300 роками до н. е. розташовані у Південному поховальному комплексі. Піраміди датовані від 300 року до н. е. до 350 року н. е. розташовані в Північному поховальному комплексі.
- Царський похоронний комплекс у Нурі (18°33′51.41″ пн. ш. 31°54′57.49″ сх. д. / 18.5642806° пн. ш. 31.9159694° сх. д.).
- Піраміди в Джебель-Баркал (18°32′17.12″ пн. ш. 31°49′19.68″ сх. д. / 18.5380889° пн. ш. 31.8221333° сх. д.).